# Tillandsia monostachya
Tillandsia monostachya là một loài thực vật có hoa trong họ Bromeliaceae. Loài này được Baker mô tả khoa học đầu tiên.